# Dena Primera del Río
La Primera del Río es una dena del municipio de Morella (Castellón, Comunidad Valenciana). El Mas del Beato hace las funciones de capital y en 2009 contaba con 173 habitantes dispersos en las diferentes masías.
Situada al oeste del término municipal de Morella, sus límites son: al norte, la dena de Morella la Vella; al sur, la dena de la Vespa; al este, la Dena Segunda del Río i en la parte más oriental la dena de Morella la Vella; al oeste, el término de Forcall.
Destacar la Fábrica de Giner que tuvo una gran importancia a finales del siglo XIX cuando se implantó la revolución industrial aunque de manera tardía en la zona. Constituyó un centro pionero de la industria textil, siendo uno de los complejos industriales más importantes de España en la época. A partir de 1988 fue adquirida por la Generalidad Valenciana con la finalidad de convertirla en un espacio deportivo, de ocio, de ubicación de dependencias oficiales de las consellerías, hotel, albergue, etc.

## Masías
Ocupa una superficie de 1.663 ha englobando una cuarentena de masías dispersas, muchas de ellas abandonadas:
| - Mas del Beato (capital) - Molí d'Adell - Caseta del Molí d'Adell - Molí del Batà - Hostal del Beltran - Mas de Borràs - Caseta de Calçades - Caseta de Canteret - Molí dels Capellans - Mas de Carlos - Mas de la Castella | - Mas del Collet - Mas de Danyal - Molí d'en Pi - Caseta d'Eroles - Caseta de l'Esperança - Molí dels Frares - Molí de la Font - Caseta de Gamundí - Molí de Gamundí - Fàbrica de Giner - Caseta del Guargo | - Caseta de Mixinet - Mas de la Mola - Caseta dels Mussols - Caseta del Nogueral - Caseta de Pasqual - Venta la Pasquala - Caseta de Peguesa - Caseta de Pepan - Pobleta del Riu - Molí en Pont - Venta del Punyal | - Molí del Randero - Mas de Roc - Caseta de Rosà - Caseta de la Rosada - Molí de Roio - Casa de Roc - Caseta de Rufo - Caseta de Sant Tomàs - Mas de Segura - Teuleria de la Mola - Torre del Molí d'Adell |